# Mistrzostwa Europy U-18 w rugby union mężczyzn
Mistrzostwa Europy U-18 w rugby union mężczyzn – oficjalny międzynarodowy turniej rugby union o zasięgu kontynentalnym mający na celu wyłonienie najlepszej w Europie męskiej reprezentacji narodowej złożonej z zawodników do lat osiemnastu. Organizowany jest corocznie przez Rugby Europe od roku 2000.
W pierwszych czterech edycjach przeznaczony był dla reprezentacji rozwijających się pod względem sportowym państw, od 2004 roku dołączyły do niego najsilniejsze europejskie zespoły, które po dekadzie stopniowo wycofywały się z udziału. Turniej stanowił także europejską eliminację do mistrzostw świata U-19.

## Zwycięzcy
| Rok  | Gospodarz  | Zwycięzca      | Źródło |
| ---- | ---------- | -------------- | ------ |
| 2000 | Bułgaria   | Belgia U-18    |        |
| 2001 | Chorwacja  | Holandia U-18  |        |
| 2002 | Czechy     | Belgia U-18    |        |
| 2003 | Holandia   | Polska U-18    |        |
| 2004 | Włochy     | Francja U-18   |        |
| 2005 | Francja    | Anglia U-18    |        |
| 2006 | Włochy     | Anglia U-18    |        |
| 2007 | Francja    | Francja U-18   |        |
| 2008 | Włochy     | Francja U-18   |        |
| 2009 | Francja    | Francja U-18   |        |
| 2010 | Włochy     | Francja U-18   |        |
| 2011 | Francja    | Irlandia U-18  |        |
| 2012 | Hiszpania  | Anglia U-18    |        |
| 2013 | Francja    | Anglia U-18    |        |
| 2014 | Polska     | Anglia U-18    |        |
| 2015 | Francja    | Francja U-18   |        |
| 2016 | Portugalia | Francja U-18   |        |
| 2017 | Francja    | Francja U-18   |        |
| 2018 | Polska     | Gruzja U-18    |        |
| 2019 | Rosja      | Gruzja U-18    |        |
| 2020 | Rosja      | nie odbyły się |        |
| 2021 | Rosja      | Gruzja U-18    |        |
| 2022 | Gruzja     | Gruzja U-18    |        |
| 2023 | Czechy     | Gruzja U-18    |        |
| 2024 | Czechy     | Gruzja U-18    |        |